# Шухрат
Шухрат (настоящее имя — Гулом Аминжонович Алимов) (19 апреля 1918, Ташкент — 20 июня 1993, там же) — узбекский и советский писатель, поэт, драматург и переводчик. Народный писатель Узбекской ССР (1983). Заслуженный деятель искусств Узбекской ССР (1978).

## Биография
Сын ремесленника. После школы учился в транспортном техникуме (1932—1933). Затем в 1934—1936 годах — в Среднеазиатский институт инженеров транспорта (ныне Ташкентский институт инженеров железнодорожного транспорта), в 1936—1940 годах — в Ташкентском педагогическом институте имени Низами.
Помощник секретаря Союза писателей Узбекистана (1934—1936).
На военной службе с ноября 1940 по 15 июля 1943. Старший лейтенант, служил в 164 бригаде Северо-Кавказского фронта. Награждён орденом Отечественной войны второй степени в связи 40-летием Победы.
В 1945—1948 годах работал в молодёжном журнале «Sharq yulduzi», заведующим отделом того же журнала (1948—1950).
В 1951 году вместе Максудом Шейхзаде, Шукруллой Юсуповым, Саидом Ахмадом был арестован «за националистическую деятельность», приговор 25 лет лишения свободы. Находился в лагерях в Казахстане. В 1955 году — реабилитирован.
В 1955—1958 годах и 1960—1970 годах был литературным советником в узбекских республиканских газетах и журналах, в 1958 — директором литературного фонда, 1960—1970 годах был ответственным секретарём Союза писателей Узбекистана.

## Творчество
Дебютировал как поэт в 1936 году с собранием стихов «Mehrol». В 1936—1940 годах были опубликованы ещё несколько сборников его поэзии.
Шухрат — автор поэтических сборников «Дыхание жизни» (1949), «Баллады» (1959), «Бессмертие» (1961), «Великая любовь» (1966), «Лирика» (1973), «Поэмы» (1977), «Влюбленное сердце» (1979), повестей «Семья» (1946), «Рустам» (1947), «Трагедия одной ночи» (1976), «Человек-человеку» (1980). Автор романов «Годы в шинелях» (1959), «Золото не ржавеет» (1965), «В поисках рая» (1968). Также писал повести, рассказы, пьесы, произведения для детей.
Многие произведения Шухрата были переведены на иностранные языки.
Занимался переводами на узбекский язык произведений Г. Гейне, А. С. Пушкина, М. Ю. Лермонтова, А. Мицкевича, Т. Шевченко и др., а также стихи японских, вьетнамских и азербайджанских поэтов.

## Избранные произведения
Поэзия
- «Bizning koʻcha», 1947;
- «Hayot nafasi», 1948;
- «Qardoshlar», 1950;
- «Balladalar», 1958;
- «Mardlik afsonasi» 1959;
- «Guldursin» 1960;
- «Sening sevging», 1961;
- «Soʻlmas chechaklar»;
- «Jamila» 1962;
- «Quvgʻindi» 1963;
- «Ishqingda yonib», 1964;
- «Buyuk muhabbat», 1966;
- «Lirika», 1973;
- «Shaydo koʻngil», 1976;
- «Hali tun uzoq», 1984

Проза
- «Oila», 1946;
- «Rustam», 1947;
- «Balogʻat», 1958;
- «Shinelli yillar» 1958;
- «Bir kecha fojiasi», 1976

## Награды
- Орден Отечественной войны II степени
- Народный писатель Узбекской ССР (1983)
- Заслуженный деятель искусств Узбекской ССР (1978)
- Орден «За выдающиеся заслуги» (Узбекистан) (2003, посмертно)[5]
- Орден «Эл-юрт хурмати» (Уважаемому народом и Родиной)
- Почётная грамота Республики Узбекистан (1993)[6]

### Комментарии
1. ↑  Также встречается вариант Гулям Аминджанович Алимов[1][2].